# Thomas Mann
Thomas Mann, född 6 juni 1875 i Lübeck i nuvarande Schleswig-Holstein i Tyskland, död 12 augusti 1955 i Zürich i Schweiz, var en tysk författare och Nobelpristagare.
I sitt författarskap knyter Thomas Mann an till 1800-talets berättarteknik hos bland andra Lev Tolstoj och hans symbolik och episka teman påminner om verk av Theodor Fontane och Richard Wagner. Kännetecknande för Manns prosa är det ironiska förhållningssättet och den dubbelbottnade humorn. Med tilltagande konstnärlig mognad använde sig Mann av allegorier och mytologiska motiv. Författarens språk präglas av detaljrikedom, utförlighet, rytm och balans. De teman Mann valde att behandla anknöt till hans samtids världspolitiska händelser, samtidigt som de är av allmänmänsklig relevans. Han var yngre bror till den mer vänsterorienterade författaren Heinrich Mann samt far till Erika Mann, Klaus Mann och Golo Mann, även de framstående författare. Han omnämns ofta som 1900-talets mest betydelsefulle tyskspråkige författare. Till Manns mest framstående litterära verk brukar räknas Huset Buddenbrook (1901), Döden i Venedig (1912), Bergtagen (1924) och Doktor Faustus (1947). Verk av honom brändes under bokbålen runt om i Nazityskland 1933.

## Biografi

### 1875–1913

#### Barndom och uppväxt

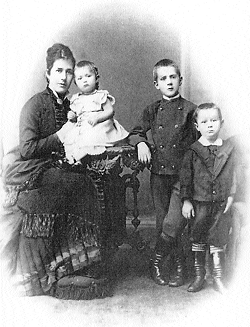
Thomas Mann (längst till höger) med mor och syskon.

Thomas Mann och hans äldre bror Heinrich Mann (1871–1950) var söner till köpmannen och politikern Thomas Johann Heinrich Mann från Lübeck. Hans mor Julia da Silva Bruhns var av brasiliansk härkomst på mödernet. Thomas hade ytterligare tre syskon, Carla, Julia och Viktor. Familjen Mann tillhörde societén och umgicks i de finaste kretsarna i Lübeck. Thomas Mann har beskrivit sin barndom som ”omhuldad och lycklig”.
År 1891 dog Thomas Manns far i cancer. I sitt testamente hade han föreskrivit att firman och bostaden i Lübeck skulle säljas, så att familjen skulle kunna leva på ränteinkomster. Thomas Mann har skildrat sin skoltid som meningslös. Redan tidigt började han skriva egna texter, och han publicerade noveller och uppsatser i skoltidningen der Frühlingssturm (Vårstormen), som han själv börjat ge ut. Ett brev från den fjortonårige Thomas Mann till Frieda L Hartenstein 1889 undertecknades med ”Thomas Mann, lyrisk-dramatisk poet”. År 1894 lämnade han skolan i förtid för att flytta till München, där hans mor och syskon slagit sig ner redan ett år tidigare. Den av fadern utsedde förmyndaren bestämde att Thomas Mann, eftersom han slutat skolan i förtid, i stället skulle ta plats som lärling. Han fick anställning i en brandförsäkringsfirma, ett arbete han fann mycket långtråkigt. Sin riktiga debut som författare gjorde Thomas Mann 1894 med novellen Gefallen i det litterära magasinet Die Gesellschaft, vilket tidigare också publicerat några av hans dikter. Till följd av detta erbjöds han att publicera några av sina alster i tidskriften Pan.
Tack vare dessa första framgångar kunde Thomas Mann säga upp sig från försäkringsbolaget. Han skrev istället in sig vid Münchens tekniska högskola, han började ta kurser för en journalistexamen. År 1896 blev han vid 21 års ålder myndig och fick därmed ett månatligt underhåll om 180 mark från sin fars efterlämnade förmögenhet, vilket var tillräckligt för att han skulle kunna leva ett liv som fri skribent och författare. Åren 1895–96 författade Mann texter åt den nationalkonservativa tidskriften Das Zwanzigste Jahrhundert, vars ansvarige utgivare var brodern Heinrich Mann.

#### De första romanerna
År 1897 följde Thomas Mann med sin bror Heinrich till Italien. De skaffade sig rum i den lilla orten Palestrina, öster om Rom. Tillsammans författade de där Bilderbuch für artige Kinder (Bilderbok för snälla barn), som bestod av ironiska små verser, illustrerade med teckningar av de båda bröderna. Heinrich och Thomas Mann gav denna bok i konfirmationspresent till systern Carla. Efter hennes död övergick originalet i brodern Viktors ägo, och han skänkte det sedan vidare till Thomas Manns barn. När familjen lämnat Tyskland 1933 kunde manuskriptet inte längre återfinnas. Det enda som finns kvar av detta verk är några små dikter som Viktor Mann citerade i sina memoarer Wir waren fünf, och ett par reproduktioner av teckningarna. 
Thomas Mann skrev också några noveller i Palestrina, bland annat Der kleine Herr Friedemann och påbörjade romanen Huset Buddenbrook. Efter återkomsten till München sade han upp sin plats som artikelskribent hos Das Zwanzigste Jahrhundert, eftersom han ansåg att tidningen börjat innehålla antisemitiskt material. Han valde istället att under 1898 skriva texter åt tidskriften Simplicissimus.
År 1900 anmälde sig Mann som frivillig för ett års tjänstgöring i det Kungliga Bayerska Infanteriet. Hans militära karriär fick dock ett abrupt slut efter bara tre månader, då han friställdes på grund av oduglighet i tjänsten. Detta gav material till mönstringsscenen i romanen Felix Krull.
År 1901 publicerades Thomas Manns första roman, Huset Buddenbrook. Förstautgåvan i två band fick ett klent gensvar, men andrautgåvan i ett band som kom ut 1903 gav honom ett genombrott och gjorde honom till en erkänd författare. Några av romanfigurerna har förebilder inom familjen Mann, och flera av de mindre figurerna i romanen är inspirerade av personer i familjen Manns närhet i Lübeck under Thomas Manns uppväxtår. Det var inte alla i romanen figurerande lübeckbor som uppskattade de ironiska porträtten. En kort tid efter publiceringen cirkulerade också i Lübeck en lista med de verkliga identiteterna uppräknade. Denna lista fanns att läsa i en bokhandel i Lübeck, vilket gjorde stämningen mellan Lübeckborna och deras prominente författare något spänd.
År 1929, 28 år efter att romanen först publicerats, fick han nobelpriset i litteratur med motiveringen ”förnämligast för hans stora roman Buddenbrooks, vilken under årens lopp vunnit alltmer stadgat erkännande som ett av den samtida litteraturens klassiska verk”.

#### Privatliv och familj
År 1903 började man kunna se tendenser till missämja mellan bröderna Mann. Även om Thomas Mann hade etablerat sig som en framstående författare, kände han sig nedvärderad som konstnär av sin bror Heinrich, och kanske var det som hämnd för detta han valde att skarpt kritisera Heinrichs roman Jakten på kärleken såsom en ”långtråkig skamlöshet”. Denna roman verkar över huvud taget ha väckt Thomas Manns avsky och motvilja. Även om kontakten mellan bröderna inte fullständigt avbröts, blev dock förhållandet dem emellan efter detta mycket ansträngt, och några vidare samarbeten kom aldrig till stånd.
År 1904 lärde Thomas Mann känna Katharina "Katia" Pringsheim och började uppvakta henne. Dittills hade enbart homoerotiska svärmerier förekommit i Manns brev och dagböcker, till exempel skrev han fortfarande 1901 på det här sättet till sin bror Heinrich om en gemensam bekant, målaren Paul Ehrenberg: ”Allt är metafysik, musik och pubertetserotik – jag lyckas aldrig lämna puberteten”. Om han hade en till del homosexuell läggning, var dock detta något han aldrig levde ut i praktiken. Man kan dock finna att han ger vissa av sina romanfigurer homosexuella drag, till exempel Hanno i Buddenbrooks och Gustav von Aschenbach i Döden i Venedig.
Genom att besluta sig för att gifta sig med Katia bestämde han sig även för att föra ett borgerligt, ordnat liv, då han gifte in sig i en av de finaste familjerna i München. Thomas Mann själv var protestant liksom sin far (hans mor var katolik), Katia däremot tillhörde en judisk, mycket intellektuell familj. Paret fick sex barn: Erika (1905–1969), Klaus (1906–1949, självmord), Golo (1909–1994), Monika (1910–1992), Elisabeth (1918–2002) och Michael Mann (1919–1977).
År 1912 fick Katia diagnosen tbc, tuberkulos, och rekommenderades av läkarna en längre vistelse på ett sanatorium i Davos. När Thomas Mann besökte henne där inspirerades han av miljöerna och Katias berättelser om sin vistelse till att skriva romanen Bergtagen, som han alltså påbörjade år 1913, men inte kom att skriva färdigt förrän 1924.

### 1914–1929

#### Första världskriget
År 1914 flyttade familjen Mann in i en bekants hus på Poschingerstraße 1 vid Herzogpark. När första världskriget utbröt samma år anslöt sig Mann till de kulturpersonligheter och intellektuella som stödde kejsar Wilhelm II och dennes konservativa politik. Mann skrev till sin bror Heinrich: ”Måste man inte vara tacksam för den fullkomligt oväntade möjligheten att få vara med om så stora händelser?” Thomas Mann ansåg att kriget var principiellt nödvändigt då det handlade om att övervinna ”världens värsta polisstat” – Tsarryssland. I sin Gedanken im Kriege (Tankar om kriget) försvarade författaren sina militaristiska meningsfränder. Kontakterna med Heinrich, som liksom Stefan Zweig, Hermann Hesse och Arthur Schnitzler hade tagit avstånd från kriget, hade Mann vid det här laget avbrutit.
I verket En opolitisk mans betraktelser försöker Mann mer detaljerat förklara sin hållning under första världskriget. Han använder sig av det tyska begreppet Geist (ande) och jämför det med det franska begreppet civilisation (civilisation). På ett humoristiskt men samtidigt insiktsfullt sätt söker Mann beskriva varför han själv är anhängare till den tyska nationalandan. Till skillnad från honom själv representerar brodern Heinrich snarare civilisation, en form av konstnärlig liberalism. Redan kort efter att detta verk publicerats vid slutet av 1918 hade dock Mann börjat distansera sig från sin tidigare hållning och lämna denna fas av sitt politiska liv.

#### Weimarrepubliken
Mordet på utrikesminister Walther Rathenau den 24 juni 1922 bidrog till att övertala Mann att offentligt ta ställning för Weimarrepubliken och de värden och den ideologi republiken representerade. Genom sitt tal Om den tyska republiken trädde han för första gången fram som en ledarfigur inom politiken, och denna gång på den mer liberala sidan. Demokrati och humanism, var enligt Mann vad människan bör eftersträva. Han blev också medlem i det liberaldemokratiska partiet Deutsche Demokratische Partei.
År 1924 publicerade Mann romanen Bergtagen. Redan från början var detta verk en stor framgång. I snabb följd kom sedan romanerna Unordnung und frühes Leid och Über die Ehe. År 1925 påbörjade författaren arbetet på romansviten Joseph und seine Brüder (Josef och hans bröder). Som förebild för figurerna i denna romansvit använde Thomas Mann unga människor han mött och blivit förtrollad av. Till exempel huvudpersonen Joseph inspirerades av den sjuttonårige Klaus Heuser, som var en vän till Manns barn och som Mann hyllat i en av sina anteckningar som ”en av mänsklighetens lidelser”.
Thomas Mann engagerade sig som en av grundarna av Sektion Dichtkunst vid Preussiska Konstakademien vars syfte var att försöka höja konstens ställning och anseende. Särskilt tog Mann ställning mot den lagstiftning som försökte utöva censur och begränsa den konstnärliga friheten. Detta engagemang var inte enbart populärt då många menade att en viss censur var nödvändig för att inte konsten skulle förråas.

#### Nobelpriset i litteratur 1929

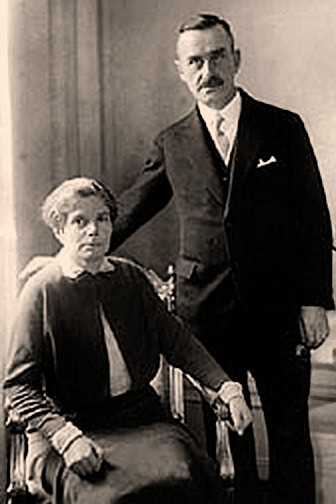
Thomas och Katia Mann på Grand Hotel i Stockholm 1929.

Nobelpriset i litteratur kom inte som någon överraskning för Mann. Spekulationerna om att han skulle få priset hade varit många under flera år, själv hade han redan år 1927 antytt att han hoppades få priset. På eftermiddagen den 12 november 1929 fick han besked från Stockholm att han tilldelats priset. Han förvånades dock av att Svenska Akademien i sin motivering påtalat att det huvudsakligen var för en roman, Buddenbrooks, som han fick det. Orsaken till detta var att Fredrik Böök som var medlem av nobelpriskommittén inte tyckte om Bergtagen, och därför ville markera att denna roman inte omfattades av priset. Prissumman uppgick till 200 000 mark. En del av pengarna använde Mann till att betala skulder som hans barn Klaus och Erika dragit på sig under en långresa de företagit. Han betalade även sitt hus, köpte två bilar samt lät bygga ett sommarställe i Nida i nuvarande Litauen för pengarna. Redan i Stockholm hade Mann fått rådet att tills vidare låta pengarna stå kvar på banken, men han förstod inte varför. När sedan familjen Mann tvingades emigrera i samband med Adolf Hitlers maktövertagande gick de flesta pengarna förlorade, då de inte kunde ta med sig sin egendom.

### 1930–1944

#### Förhållandet till nazismen
I riksdagsvalet 1930 gjorde det nationalsocialistiska partiet stora framsteg. Thomas Mann, som liksom många andra konstnärer och intellektuella misstrodde krafterna inom det nationalsocialistiska partiet, anslöt sig därför till en grupp som ville mana till förnuft och motstånd mot antidemokratiska rörelser. Den 17 oktober 1930 höll gruppen ett möte för att föra fram sina åsikter. I publiken fanns förutom demokrater och liberaler även en mängd nazister som kommit dit för att försöka störa eller avbryta mötet, vilket dock inte lyckades. Thomas Mann kallade nationalsocialismen för ”en jättevåg av excentriskt barbari och … primitiv råhet”.
Han ställde frågan om det skulle föreställa tyskt att hylla det primitiva, sönderhackade och simpla, och om detta inte snarare förringade ett kulturfolk som det tyska. Han fick mycket bifall för sina uttalanden, och då Thomas Mann vid det här laget var ett stort internationellt namn ansågs hans hållning vara av stor vikt och ha internationellt inflytande.
I januari 1933, strax efter att Hitler tagit makten, begav sig Thomas Mann med sin fru och två av sina barn, Klaus och Erika, på en lång föreläsningsturné i Europa, varefter han tillbringade vintern i Arosa. Under tiden familjen vistades där anmodade den tyska regeringen alla medlemmar av den preussiska konstakademien att avge en trohetsförklaring. Thomas Mann begärde då hos akademiens president, Max von Schillings, utträde ur akademien. När bokbränningar började 1933, var både Thomas Mann och hans bror Heinrich bland de författare vars verk brändes.

#### De första åren i exil
Beslutet att vända Tyskland ryggen var inte lätt för familjen Mann, då det innebar att de tvingades lämna den största delen av sin förmögenhet efter sig och genom vänner endast kunde rädda en liten del till Schweiz. Thomas Mann kunde dock fortfarande lyfta honorar i Schweiz samt resterade prissumma från Stockholm. Hans förläggare fortsatte också att trycka tyskspråkiga upplagor av författarens verk.
Familjen Manns första hem i utlandet var i Sanary-sur-Mer i Frankrike, där Thomas Mann genomgick en period med svår depression, utlöst av den påtvingade flytten. Därefter flyttade familjen till Schweiz för att bosatta sig i Küsnacht vid Zürichsjön. Thomas Manns rörelsefrihet begränsades sedan hans pass gått ut och den tyska regeringen krävt att han personligen skulle infinna sig i München för att få ett nytt. Sedan han meddelat att han inte önskade komma, beslagtogs hans egendom i Tyskland, inklusive villan i München och bilarna.
Åren 1934 och 1935 besökte familjen Mann USA. Intresset i USA var stort för den berömde författaren, och han tilläts inresa utan giltigt pass. När han fyllde 60 år, firades han med stor pompa i sitt nya hemland Schweiz. År 1936 fråntogs han sitt tyska medborgarskap, vilket han skulle återfå först 1946.
Thomas Mann uttalade sig under dessa första år i exil inte mot den tyska regeringen direkt, men den 3 februari 1936 publicerade han en artikel där han fördömde pöbelväldet under nazismen i Tyskland.
Under 1930-talet besökte Thomas Mann även flera gånger Ungern, där han tidvis också bodde under kortare perioder. I Ungern lät han vid ett par tillfällen publicera texter i den tyskspråkiga tidskriften Pester Lloyd, till exempel essän Achtung Europa (Varning Europa) år 1936.

#### ”Där jag är, är Tyskland!”
Thomas Manns slutgiltiga beslut att flytta till USA sammanföll med de händelser som kom att leda till Anschluss, Hitlers maktövertagande i Österrike. När familjen anlände till New York den 21 februari 1938, gav Thomas Mann följande svar på en journalists fråga om det var svårt att tvingas lämna sitt fädernesland under sådana omständigheter:
| ” | Det är svårt att stå ut med detta. Men något som gör det lättare är den förgiftade atmosfär som råder i Tyskland. Det gör det lättare, eftersom det förminskar förlusten. Där jag är, är Tyskland. Jag bär den tyska kulturen inombords. Jag är i kontakt med världen, och jag betraktar inte mig själv som en förlorare. | „ |

Den första plats i USA där familjen Mann slog sig ner var Princeton. Thomas Mann erhöll där en gästprofessur vid Princeton University, tack vare sin välgörare Agnes E. Meyer. Samtidigt arbetade han på sin roman om Goethe som publicerades år 1939 med titeln Lotte i Weimar.
Valet av USA underlättades också av det faktum att den äldre brodern bodde där.

#### ”Tyska lyssnare!”
Andra världskrigets utbrott den 1 september 1939 väckte bestörtning i hela världen, och innebar att Thomas Mann blev aktiv inom en rad områden kopplade till åsiktsbildning kring kriget. Han var medlem av flera föreningar som var verksamma med att stötta emigranter, bland annat i Unitarian Service Committee och i Committee for Jewish and Christian Refugees. År 1940 började han med radiosändningarna ”Deutsche Hörer!” (Tyska lyssnare!) Varje månad sändes detta program i Kalifornien, där Mann på ett intellektuellt men samtidigt starkt känslomässigt sätt talade till tyskarnas förnuft och angrep nazismen. Bandade upptagningar av programmet skickades sedan med luftpost till New York. Därifrån sändes programmet via kabel till London där BBC sände programmen via långvåg så att folket i Tyskland kunde höra sändningarna. Detta var en del i de allierades försök att bryta den nazistiska regeringens mediemonopol. Programmets titel var ämnad att påtala att programmet var gjort av en tysk, och ville tilltala den sanna, tyska folksjälen – inte den falska tyska Geist som nazisterna representerade. Programmets lyssnare var få, men mycket lojala och inflytelserika. Inkomsterna från programmet skänkte Thomas Mann till British War Relief Fund.
Mann använde sig ofta av en sorts dyster, underfundig humor. Till exempel lät han Hitler framstå som en i grund och botten löjlig figur, genom att skämta på hans bekostnad: ”Javisst är kriget förskräckligt, men det för i alla fall det goda med sig att Hitler inte hinner hålla några tal om kulturen!” sade han vid ett tillfälle. Mann angrep nationalsocialismen både ur ideologiskt och moraliskt perspektiv.
Dessa berömda radiosändningar, Deutsche Hörer!, erbjöd efter krigsslutet stoff för heta diskussioner. Vissa menade att Mann vid några tillfällen i sändningarna antytt att tyskarna bar en kollektiv skuld för kriget och nazisternas brott. Andra hävdade att Mann enbart försökt se tillbaka på Weimarrepubliken och försökt analysera var och hur det sociala klimatet kunde komma att bli så skevt att det tillät nazisterna att komma till makten.

#### Familjeliv och litterär ”bikt”
År 1941 hade familjen Mann flyttat till Pacific Palisades, i närheten av Santa Monica och Malibu, norr om Los Angeles i Kalifornien. Där bodde de i en villa de hyrde på Amalfi Drive, tills de köpte sig ett eget hus på San Remo Drive. Först år 1944 lyckades familjen få amerikanskt medborgarskap. Mellan åren 1943 och 1947, med ett avbrott 1946 då Thomas Mann tvingades genomgå en operation på grund av cancer i lungorna, arbetade Mann med romanen Doktor Faustus. För att lyckas skriva detta komplicerade verk hade Mann tagit lektioner i musikteori samt studerat biografier över bland andra Mozart, Beethoven, Berlioz, Hugo Wolf och Alban Berg. Han tog även kontakt med samtida kompositörer såsom Igor Stravinskij, Hanns Eisler och Arnold Schönberg för att ställa frågor kring musikskapande. Theodor Adorno bodde i närheten av Mann och ställde gärna upp på att undervisa författaren, som Katia Mann berättar i sina memoarer. Att studera förstahandskällor och historiografi om Martin Luther var också en del av arbetet med romanen, liksom att sätta sig in i Grimmelshausens romaner samt litteratur om medeltida ordspråk. Mann kallade Doktor Faustus för sin litterära ”bikt” och skrev senare: ”Serenus Zeitbloom är en parodi på mig själv. I Adrians livsstämning återfinner man mer av min egen än vad man kan tro – och bör tro.” (“Serenus Zeitbloom ist eine Parodie meinerselbst. In Adrians Lebensstimmung ist mehr von meiner eigenen, als man glauben sollte – und glauben soll.“)

### 1945–1955

#### Mann och Efterkrigstyskland

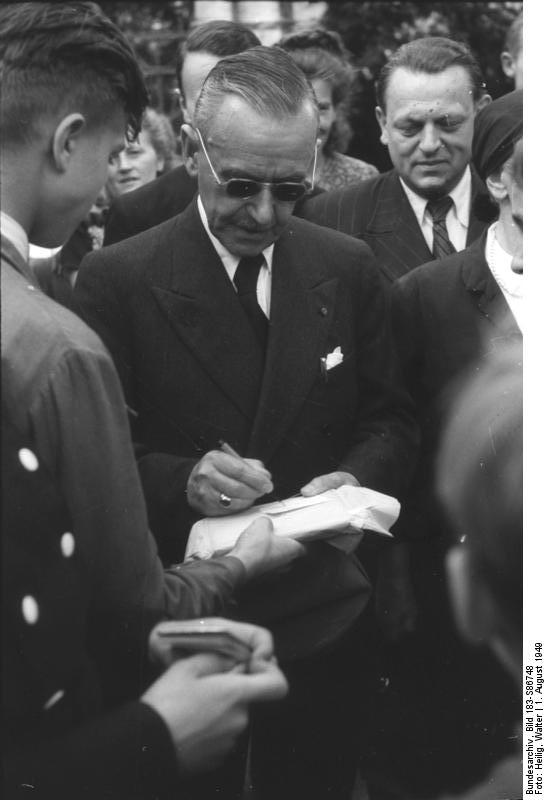
Thomas Mann i Weimar 1949.

När några tidningar efter krigsslutet föreslog Thomas Mann som en möjlig förste president i den nya Förbundsrepubliken Tyskland, slog han förskräckt ifrån sig. Samtidigt sade han med ett visst mått av självmedvetenhet att ”Visserligen har jag en fantastisk förmåga att representera, när jag då och då är frisk!” Huruvida han någonsin på allvar övervägde förslaget att söka detta ämbete är osäkert, då Mann lyckats skapa en konflikt mellan sig och efterkrigstyskland. I ett öppet brev med titeln Varför jag inte tänker återvända till Tyskland hade han skrivit att han ändå menade att tyskarna hade en kollektiv skuld i kriget. Följden blev att han fick motta hotelsebrev och att människor offentligt rev sönder hans böcker. Bombningarna av tyska städer under krigets slutskede kommenterade han med orden: Alles muß bezahlt werden. (Allting måste betalas) Efter detta fick Mann vänta flera år innan Tyskland åter kunde försonas med författaren.

#### Återkomst till Europa
Efter president Franklin D. Roosevelts död 1945 kände sig Mann i tilltagande grad besviken över sitt nya hemland. När han i juni 1951 kallades ”one of the world’s foremost apologists for Stalin and company” av den amerikanska kongressen upplevde han det som en enorm kränkning. Senare var han även tvungen att liksom Hanns Eisler och Bertolt Brecht redogöra för sina handlingar inför Kommittén för oamerikanska aktiviteter. Därefter valde paret Mann tillsammans med dottern Erika att återvända till Schweiz där de återigen slog sig ner i ett hyrt hus i Zürich. 1954 köpte de ett eget hus och planerade att stanna där.

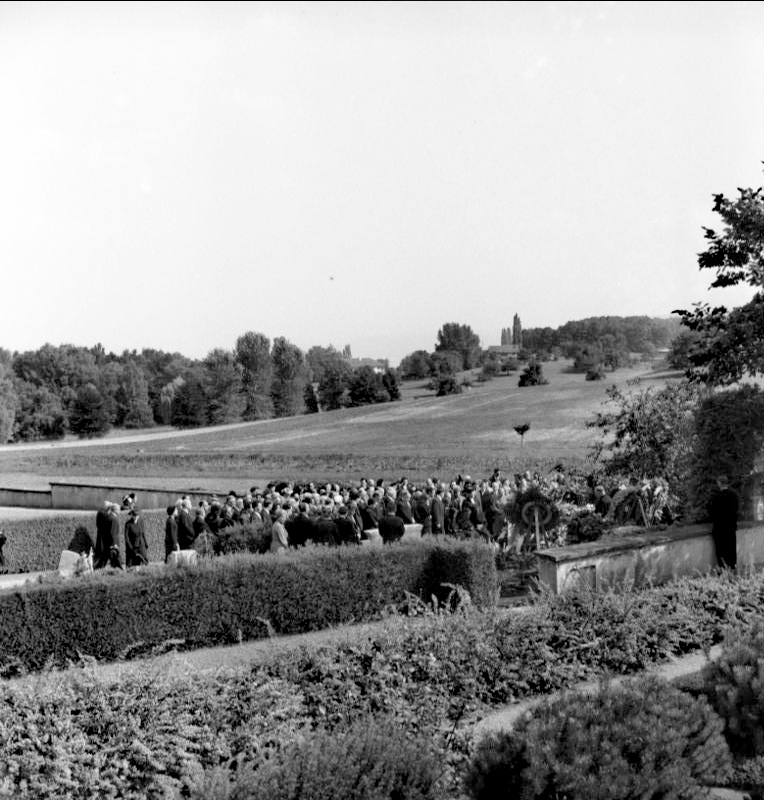
Thomas Manns begravning 1955.

Redan 1949 hade Mann besökt Tyskland och Weimar då man firade Goethes 200-årsjubileum. Nu återvände Mann ännu en gång till Tyskland vilket inspirerade honom till att skriva romanen Felix Krull, ett verk som aldrig kom att fullbordas. År 1955 besökte Mann för sista gången sin födelsestad Lübeck. Vid detta besök utsågs han till hedersmedborgare.

#### Manns död
I juli 1955 åkte Thomas Mann tillsammans med sin hustru till Noordwijk i Holland. Den 18 juli klagade han inför henne över en molande smärta i vänster ben. Läkarna ställde diagnosen blodpropp och rekommenderade sängläge och vila. Den 23 juli åkte Mann till Zürich för att få behandling vid sjukhuset där. Under en kort tid upplevde hans hustru Katia att Mann var på bättringsvägen. Paret började till och med att se fram emot en resa för att hälsa på bekanta som sedan länge var inplanerad. Plötsligt blev Mann dock åter sämre, och den 12 augusti 1955 avled han på sjukhuset i Zürich till följd av en ruptur på aortan. Thomas Mann blev 80 år gammal.
Ett stort antal sörjande, både från Tyskland och från utlandet, deltog i Manns begravning den 16 augusti.

## Galleri

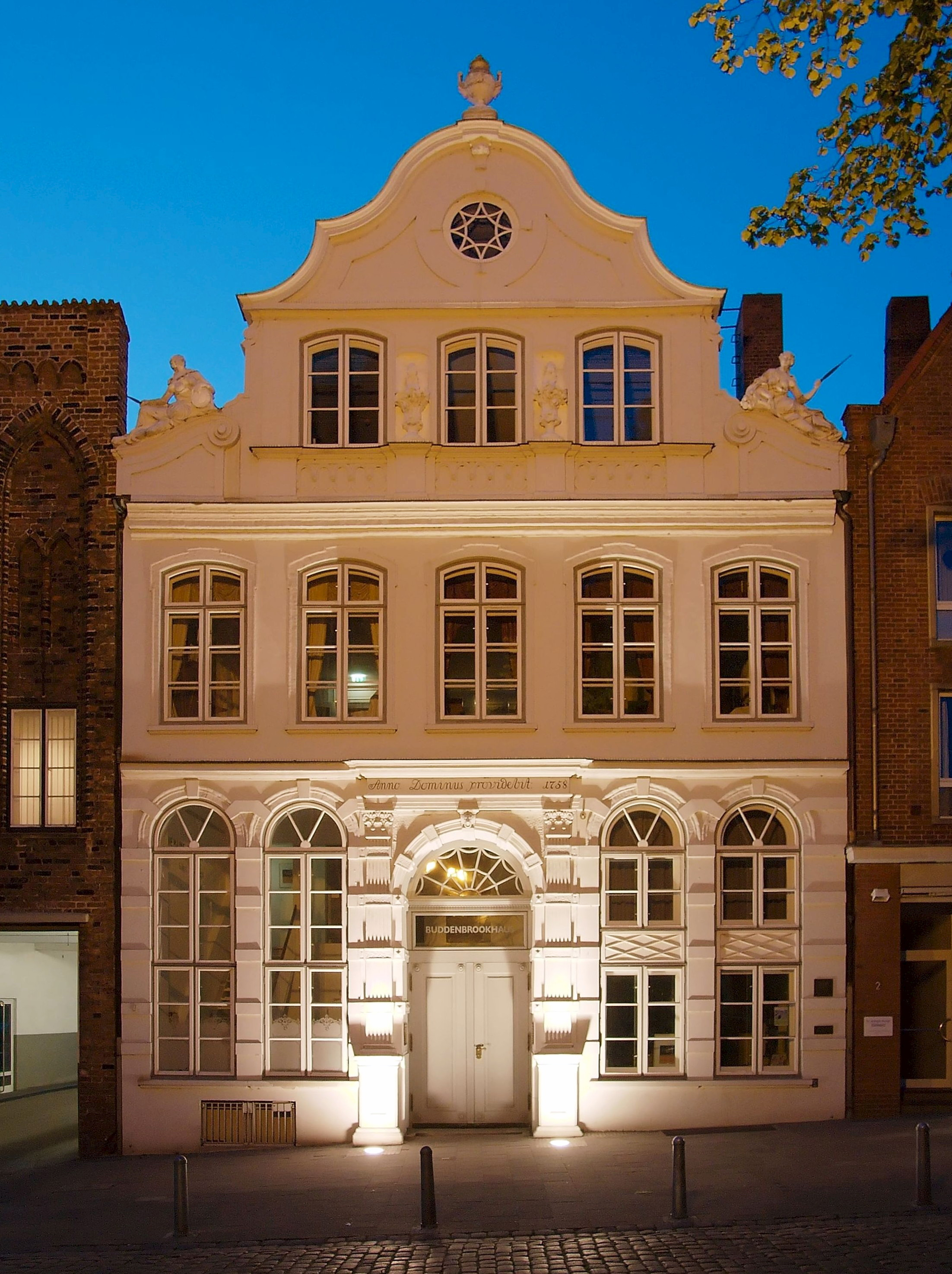
Familjen Manns hus i Lübeck Buddenbrookhaus, där Thomas Mann växte upp.
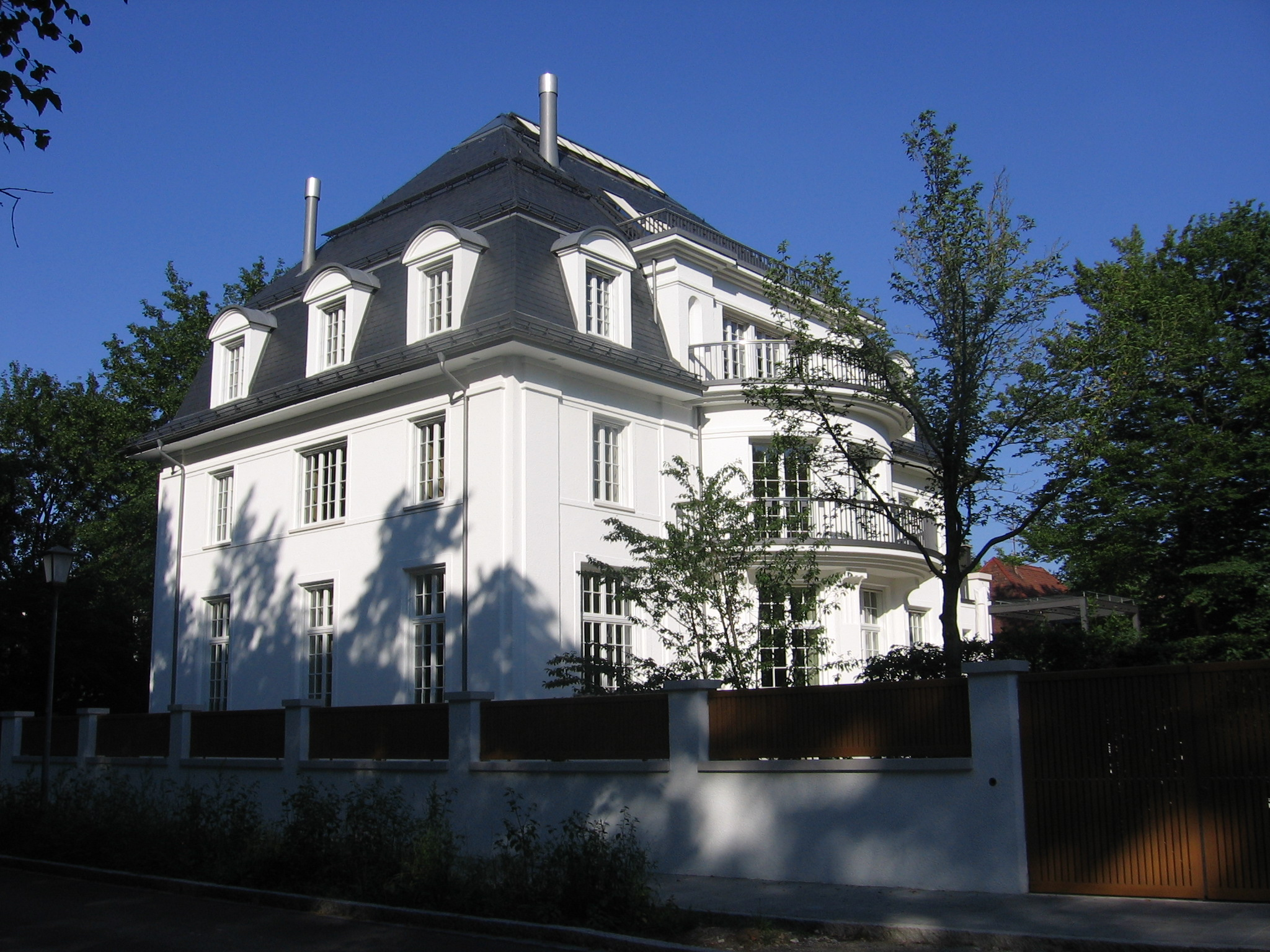
Familjen Manns hem i München 1914–1933, delvis förstört under kriget men återuppbyggt.
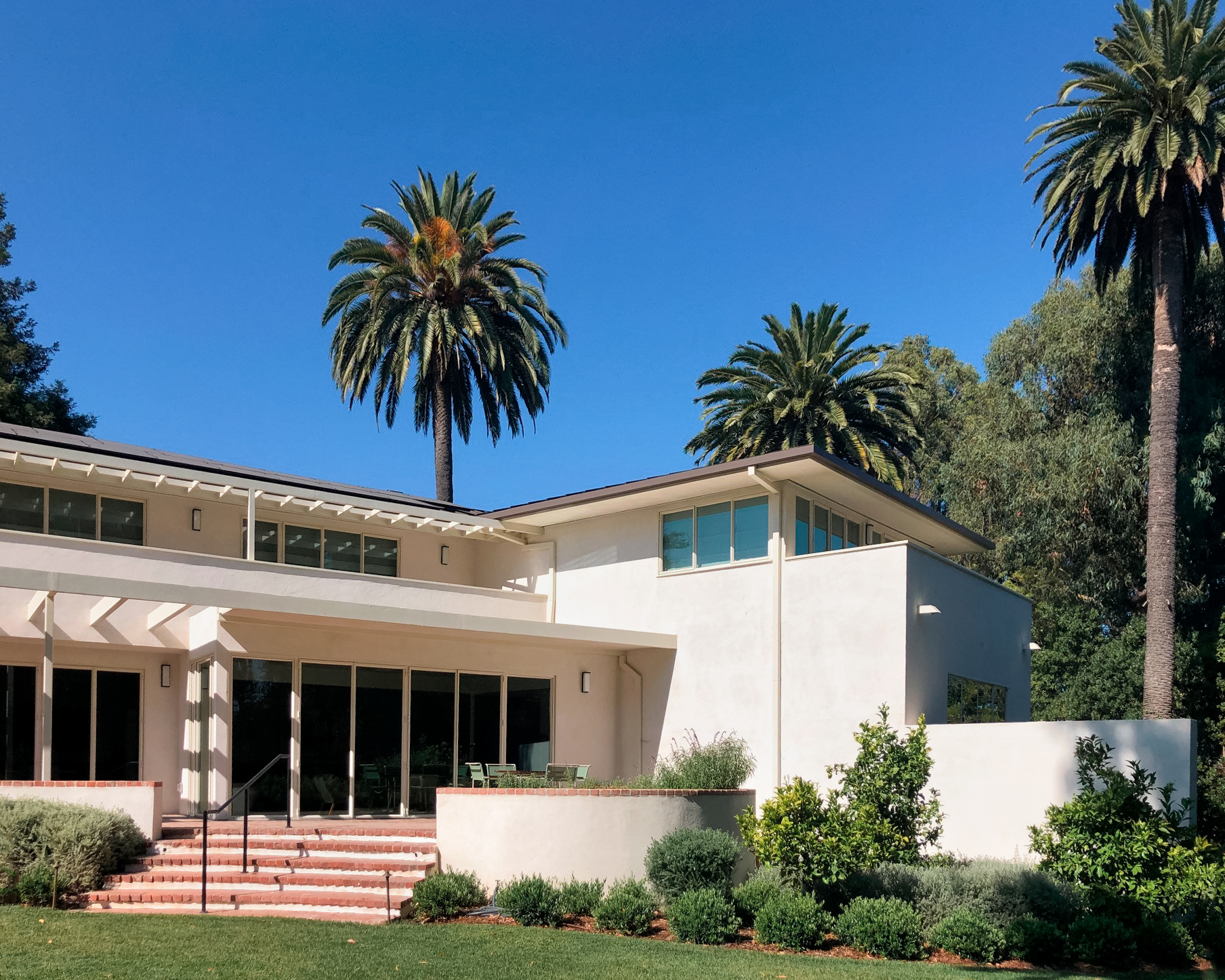
Manns hus i  Pacific Palisades under exilen 1942–1952,
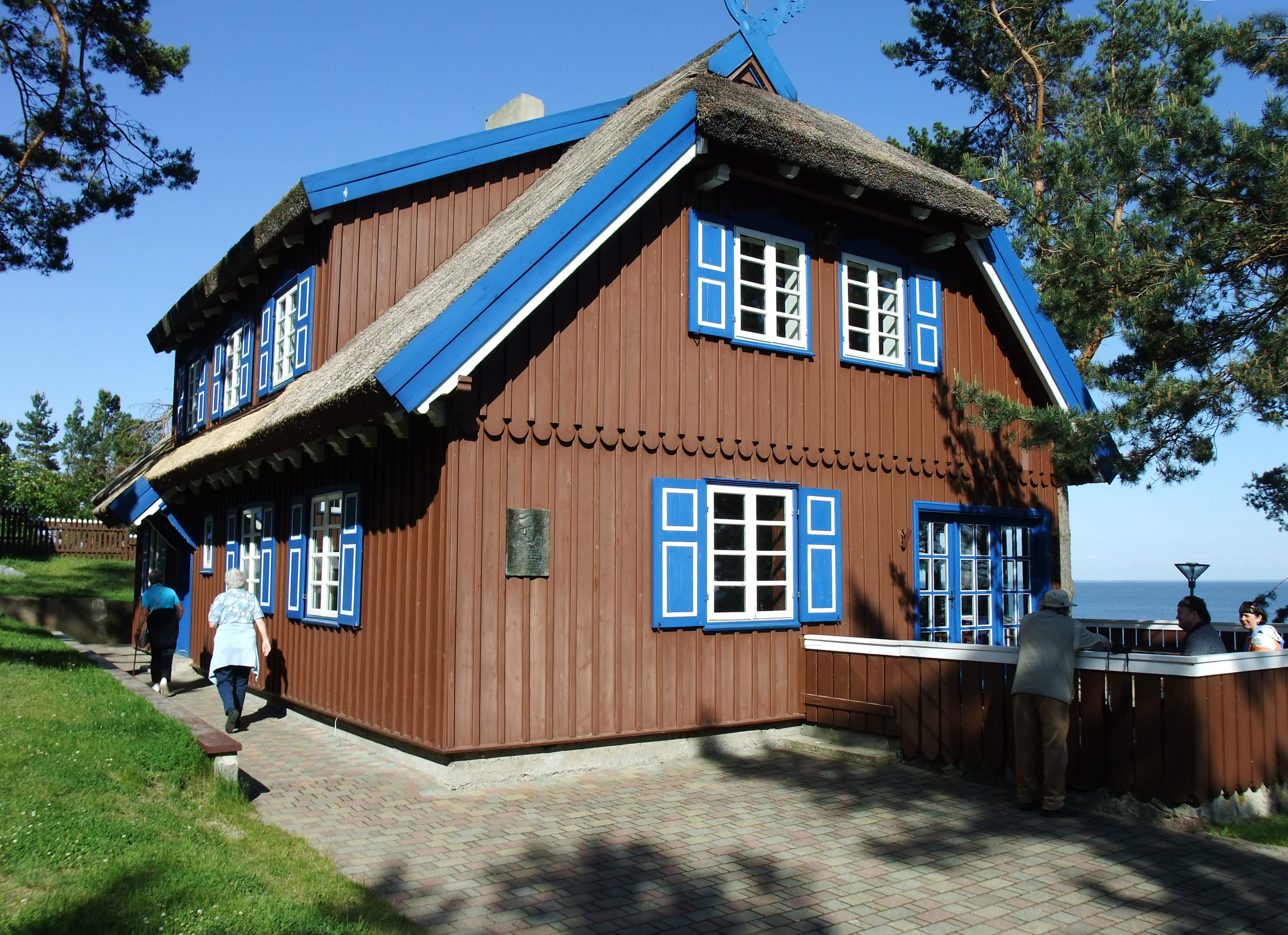
Manns sommarhus i Nida.

## Manns stil och verkens gemensamma drag
Thomas Mann producerade under sitt verksamma liv en mycket stor mängd litterära verk (se Bibliografi nedan).
Till hans produktion hör inledningsvis fem långa romaner:
- För det första Huset Buddenbrook, romanen som nämndes av Svenska Akademien som det främsta skälet till att Mann erhöll 1929 års Nobelpris i litteratur. I romanen förevigar Mann sin hemstad Lübeck utan att någonsin nämna staden vid namn. I Buddenbrooks berättar Mann sin egen familjs historia, om än kraftigt bearbetad. Romanen är ett mästerverk inom genren familjesagor.[47]
- För det andra romanen Bergtagen, som inte nämndes av Nobelpriskommittén, trots dess enorma genomslag och kvalitet.[48]
- För det tredje romansviten Josef och hans bröder, som Mann själv såg som sitt främsta verk. Josef och hans bröder kom till under åren 1931 till 1939, alltså till största delen under den tid nazisterna satt vid makten. Sviten bildade genom sina allusioner på Gamla Testamentet och den orientaliska mystiken en motpol till den av nazisterna premierade ”wagnereska” litteraturen.
- För det fjärde romanen Doktor Faustus, ett verk där Mann både söker bearbeta upplevelserna under kriget och återvända till sitt hemlands kulturella arv i det han utgår från bland annat Goethes, Nietzsches och Theodor W. Adornos idéer och skapande, dock utan att nämna dem vid namn.
- För det femte Felix Krull, som med sina inslag av antikt satyrspel avsevärt skiljer sig ifrån Manns övriga produktion.

Därutöver har Thomas Mann även skrivit en betydande mängd kortare romaner och noveller, bland vilka man kan nämna Döden i Venedig, Tristan och Tonio Kröger på grund av deras stora publika framgångar som gjort dem betydelsefulla som inspirationskällor för senare författare. De främsta skälen till dessa verks popularitet är de val av angelägna, allmänmänskliga teman som Mann gör, samt de möjligheter till analys av andra stora kulturpersonligheter som till exempel Goethe som Manns verk erbjuder. 
Hos Thomas Manns verk kan man finna följande gemensamma drag: (En opolitisk betraktelser får undantas från denna jämförelse då den tillkom under speciella omständigheter under första världskriget, med ett syfte som författaren senare tog avstånd ifrån).
1. Den för Thomas Mann karaktäristiska, allvarligt episka, stilen, som alltså uppskattades av Svenska Akademien, och som främst kännetecknas av;[49]
  1. Berättelsernas högtidliga språkdräkt och stämning.
  2. En underliggande ironisk humor som för det mesta har en varm grundton snarare än bitter eller makaber. I Huset Buddenbrook använder Mann plattyskan för att framhäva komiken i språket. Även i Doktor Faustus som är Manns mest cyniska verk, präglat av krigsdesillusion, löper humorn som en fin tråd genom berättelsen.
2. Förankring i hembygden; Lübeck (Buddenbrooks, Tonio Kröger), Nordtyskland (Bergtagen), Tyskland som nation (Doktor Faustus) bildar bas och bakgrund åt Manns berättelser. Även München spelar en viktig roll.
3. Musiken är viktig, redan i Huset Buddenbrook spelar musik en framträdande roll, vilket sedan återkommer i hela Manns författarskap. I Doktor Faustus är musiken det mest framträdande temat.
4. Härtill tillkommer de homoerotiska aspekterna, som främst är tydliga i romanen Döden i Venedig.

Förutom homoerotiska aspekter förekommer i Manns verk även metaforer för incest och sadomasochism.
Ett centralt tema hos Thomas Mann är det ömsesidiga beroendet mellan konsten och ekonomin.
Vad gäller vetenskaplig metod var Mann mycket noga med de efterforskningar som han grundade sitt skrivande på.
Ett politiskt engagemang löper också som en röd tråd genom Manns produktion, om än oftast underförstått. Till skillnad från sin bror Heinrich Mann var Thomas Mann hela sitt liv snarast en representant för en konservativ livs- och kultursyn.

### Dagböckerna
Hela sitt liv förde Thomas Mann dagbok. Efter den omtumlande flytten till Schweiz 1933 blev dagböckerna kvar i München, och Thomas Mann fruktade att de skulle hamna i nazisternas händer. Manns son Golo genomförde en äventyrlig räddningsaktion, och kunde föra dagböckerna i säkerhet i Schweiz. Alla dagböcker han skrev före mars 1933 brände Thomas Mann i maj 1945 i trädgården till sitt hus i Pacific Palisades. Det enda häftet från perioden som finns kvar i dag är det som täcker tiden mellan september 1918 och december 1921. Orsaken till att detta finns kvar är att Mann använde sig av dessa anteckningar för arbetet med Doktor Faustus, och han kunde därför inte bränna dem tillsammans med de övriga. De dagböcker som har publicerats omfattar tidsperioderna september 1918 till december 1921, samt mars 1933 till juli 1955. I sitt testamente hade Thomas Mann förordnat att det förseglade paketet med dagböckerna fick öppnas först 20 år efter hans död. 
Den successiva publikationen av dagböckerna påbörjades 1975, i samband med vad som skulle ha varit författarens hundraårsdag. Allmänhetens förväntningar på dagböckerna var mycket stora. Då det visade sig att språket och stilen i dagböckerna var vittskilda från de författaren använde i sina litterära verk, var dock reaktionerna övervägande negativa och präglade av besvikelse. Det var inte heller särskilt överraskande att dagböckerna ytterligare befäste synen på Manns homoerotiska tendenser, då dessa redan betraktades som fastställda. Manns kärleksfulla yttranden om unga män i dagböckerna bekräftade därmed bara något allmänheten redan visste. Vissa kritiker menade att dagböckerna var narcissistiska till sin karaktär, inte minst då det i vissa passager är tydligt att Thomas Mann räknat med att dagböckerna skulle komma att publiceras. Av anteckningarna från den 15 september 1950 framgår dock att författaren då fortfarande lekte med tanken att bränna även övriga dagböcker. Reaktionerna från övriga familjemedlemmar, som ju var de som skulle ”drabbas” av att materialet publicerades, höll honom dock tillbaka. Den yngste sonen Michael var senare aktiv i processen med att bearbeta dagböckerna för utgivning. 
Thomas Manns dagböcker är ett både betydelsefullt och upprörande dokument. I likhet med författarens litterära verk innehåller dagböckerna den fantasi och träffsäkerhet i språket som kännetecknade Thomas Mann. Detta innebär att dagböckerna inte bara förmedlar en bild av den private Mann, utan de visar även på hur Mann arbetade med att utveckla sin inspiration och skapande förmåga.

### Arvet efter Thomas Mann
Thomas Manns liv och verk var omstridda redan under hans livstid, och debatten tog inte slut i och med hans död.
Många gånger kritiserades Manns verk utifrån att de skulle sakna genialitet och fantasi. Ofta härrörde sig denna kritik från författarens arbetsmetoder, då han sällan skrev utifrån plötsliga utbrott av inspiration, utan istället metodiskt utarbetade sina texter under åratal av disciplinerat arbete och omskrivningar. De skildringar av landskap, personer och händelser som finns i hans böcker bygger ofta på noggranna efterforskningar, och är sällan sprungna ur ren fantasi. Att infoga företeelser från verkligheten i ett nytt sammanhang, i nya berättelser, med hjälp av vittgående associationer och ett precist och målande språk utgör själva kärnan i Thomas Manns arbete, och det är detta som gör hans verk till njutbara upplevelser för läsaren. Ibland har dock just dessa kvaliteter lett till att hans stil skällts för att vara kälkborgerlig.
Manns litterära framgångar, hans borgerliga livsåskådning och levnadsstil, och inte minst hans polemiska tendenser, ledde till att han fick fiender. Särskilt spänt var hans förhållande till vissa av författarkollegorna. Robert Musil och Kurt Tucholsky uttalade sig båda offentligt nedsättande om Mann, och Bertolt Brecht kallade honom en ”regeringstrogen löneskribent för bourgeoisien” (”regierungstreuen Lohnschreiber der Bourgeoisie”). Mann hade även vänskapliga relationer med andra kollegor, till exempel Hermann Hesse och Jakob Wassermann. Även det faktum att han ofta använde personer ur sin släkt eller bekantskapskrets som förebilder till sina romankaraktärer ledde ibland till osämja.
Nazisternas förhållande till Thomas Mann, som ju redan tidigt på 1920-talet offentligt uttalade sig mot de växande högerextrema tendenserna i det tyska samhället, var efter nazisternas maktövertagande 1933 delat. Manns egendomar i München beslagtogs, och man gav också order om att Mann skulle sättas i skyddshäkte. Vissa tecken tyder dock på att de nazistiska makthavarna gärna skulle ha sett att Mann återvänt till Tyskland. Till exempel tilläts fortfarande utgivningen av Manns böcker i Tyskland i mars 1934, då hans Den unge Joseph publicerades. Thomas Mann själv tvekade länge om huruvida han var villig att offentligt ta ställning mot den nazistiska regimen. Först när han, efter påtryckningar från dottern Erika, i februari 1936 skrev ett öppet brev i Neue Zürcher Zeitung där han tydligt och i skarpa ordalag tar avstånd från naziregimen, slutförs nazisternas övertagande av Manns egendomar i Tyskland. 
Orsaken till att Mann i stort saknar efterföljare blev år 1975 föremål för en vetenskaplig avhandling. Litteraturvetaren Peter Pütz (Thomas Manns Wirkung auf die deutsche Literatur der Gegenwart) sammanfattar det med att Manns inflytande inte består i hur man efterliknar honom, utan i hur man motsätter sig honom.
Ingen litterär skola eller stil åberopar Mann som sin inspiratör.
”Jag har själv aldrig tillhört någon skola eller något kotteri, varken naturalismen eller den nyromantiska, nyklassicistiska, symbolistiska, expressionistiska eller vad de nu heter. Därför har heller aldrig någon skola efterföljt mig, och jag har sällan lovordats av mina kollegor.”
Då man fann det svårt att känna sig likvärdig med Mann valde många att söka nedvärdera honom. Litteraturkritikern Marcel Reich-Ranicki sammanfattar problemet så här: ”Dussintals författare förklarade att ingen var dem mer likgiltig än författaren till Bergtagen. Men deras bedyranden präglades av ursinne och avundsjuka.”

### Romaner
- Buddenbrooks: Verfall einer Familie (1901)
  - Huset Buddenbrook: historien om en familjs förfall (översättning Walborg Hedberg) (Bonnier, 1904)
  - Buddenbrooks: en familjs undergång (översättning Alfred Wingren) (Malmö: Världslitteraturen, 1930)
  - Huset Buddenbrook: historien om en familjs förfall (översättning Curt Munthe) (Saxon & Lindström, 1934)
  - Huset Buddenbrook: en familjs förfall (översättning Walborg Hedberg, reviderad av Irma Nordvang) (Forum, 1952)
  - Huset Buddenbrook: en familjs förfall (översättning Walborg Hedberg, reviderad av Nils Holmberg) (Forum, 1992)
  - Buddenbrooks: en familjs förfall (översättning Ulrika Wallenström) (Bonnier, 2005)
- Königliche Hoheit (1909)
  - Hans kunglig höghet (översättning Walborg Hedberg) (Bonnier, 1910)
  - Hans kunglig höghet (översättning Nils Holmberg) (Aldus/Bonnier, 1961)
- Der Zauberberg (1924)
  - Bergtagen (översättning Karin Boye) (Bonnier, 1929)
  - Bergtagen (översättning Karin Boye, reviderad av Nils Holmberg) (Forum, 1959)
  - Bergtagen (översättning Ulrika Wallenström) (Bonnier, 2011)
- Joseph und seine Brüder – Tetralogie (1933–1943)
  - Josef och hans bröder
- Die Geschichten Jaakobs (1933)
  - Jaakobs upplevelser (översättning Bertil Malmberg) (Bonniers, 1935)
  - Jaakobs upplevelser (översättning Nils Holmberg) (Bonnier, 1946)
- Der junge Joseph (1934)
  - Den unge Josef (översättning Bertil Malmberg) (Bonnier, 1935)
  - Den unge Josef (översättning Nils Holmberg) (Bonnier, 1947)
- Joseph in Ägypten (1936)
  - Josef i Egypten (översättning Bertil Malmberg) (Bonnier, 1939)
  - Josef i Egypten (översättning Nils Holmberg) (Bonnier, 1950)
- Joseph der Ernährer (1943)
  - Josef försörjaren (översättning Nils Holmberg, dikterna tolkade av Bertil Malmberg) (Bonniers, 1944)
- Lotte in Weimar (1939)
  - Lotte i Weimar (översättning Nils Holmberg) (Bonnier, 1946)
- Doktor Faustus (1947)
  - Doktor Faustus: den tyske tonsättaren Adrian Leverkühns liv skildrat av en vän (översättning Nils Holmberg) (Bonnier, 1948)
- Der Erwählte (1951)
  - Den helige syndaren (översättning Nils Holmberg, versifierade partier Wulff Fürstenberg) (Bonnier, 1952)
- Bekenntnisse des Hochstaplers Felix Krull (1954)
  - Svindlaren Felix Krulls bekännelser (översättning Nils Holmberg) (Bonnier, 1955)

### Berättelser (korta romaner) och noveller
- Vision. Prosa-Skizze, 1893
- Gefallen, 1894
- Der Wille zum Glück, 1896
  - "Viljan till lycka". Ingår i Noveller (Bonnier, 1958)
- Enttäuschung, 1896
  - "Besvikelse". Ingår i Noveller (Bonnier, 1958)
- Der Tod, 1897
- Der kleine Herr Friedemann, 1897
  - Lille herr Friedemann (översättning J. G. S.) (Billow, 1929)
- Der Bajazzo, 1897
- Tobias Mindernickel, 1898
- Der Kleiderschrank, 1899
  - "Klädskåpet". Ingår i Noveller (Bonnier, 1958)
- Gerächt. Novellistische Studie, 1899
- Luischen, 1900
- Der Weg zum Friedhof, 1900
- Gladius Dei, Novelle 1902
- Tonio Kröger, Novelle 1903
  - Tonio Kröger (översättning Walborg Hedberg) (Wahlström & Widstrand, 1922)
- Tristan, Novelle 1903
- Die Hungernden, 1903
- Das Wunderkind, 1903
  - Underbarnet (översättning Karin Allerdt) (Bonnier, 1920)
- Ein Glück, 1904
- Beim Propheten, 1904
- Schwere Stunde, 1905
- Anekdote, 1908
- Das Eisenbahnunglück, 1909
- Wie Jappe und Do Escobar sich prügelten, 1911
- Der Tod in Venedig, 1912
  - Döden i Venedig (översättning Kerstin Maås) (Geber, 1913)
  - Döden i Venedig (översättning Karl Vennberg) (Bra böcker, 1981)
- Herr und Hund. Ein Idyll, 1918
- Gesang vom Kindchen. Ein Idyll, 1919
- Wälsungenblut, 1921
- Unordnung und frühes Leid, 1926
- Mario und der Zauberer, 1930
- Die vertauschten Köpfe: eine indische Legende, 1940
  - De ombytta huvudena: en indisk legend (översättning Anders Österling) (Bonnier, 1941)
- Das Gesetz, 1944
- Die Betrogene, 1953
  - Den bedragna (översättning Nils Holmberg) (Bonnier, 1954)

### Svenska samlingsvolymer
- Tristan: noveller (översättning Emil Hasselblatt) (Geber, 1913)
- Tristan (översättning Allan Bergstrand) (Åhlén & Åkerlund, 1921)
- Mario och trollkarlen: tre noveller (översättning Anna Lamberg) (1930)
- Lille herr Friedemann och andra noveller (översättning Einar Knutsson) (Malmö: Världslitteraturen, 1930)
- Fiorenza (Fiorenza) (översättning Alfred Wingren) (Malmö: Världslitteraturen, 1930)
- Tristan och andra noveller (översättning Teresia Eurén) (Åhlén, 1937)
- Fem berättelser: Tristan, Tonio Kröger, Döden i Venedig, Barnslig hjärtesorg, Mario och trollkarlen (1952). Även utgiven med titel Döden i Venedig och andra berättelser (Bonnier, 1987)
- Noveller (översättning Nils Holmberg) (Bonnier, 1958)
- Fyra noveller: Tonio Kröger; Döden i Venedig; Mario och trollkarlen; Tristan (översättning Linda Östergaard) (Bonniers, 2019)

### Essäer (ett urval)
- Versuch über das Theater (1907)
- Friedrich und die große Koalition (1915)
- Betrachtungen eines Unpolitischen (1918)
  - En opolitisk mans betraktelser (översättning Per Landin & Urban Lindström) (Atlantis, 2012)
- Goethe und Tolstoi (1923) [3]
- Von deutscher Republik (1923) [4]
- Theodor Fontane (1928) [5]
- Freuds Stellung in der modernen Geistesgeschichte (1929)
- Deutsche Ansprache. Ein Appell an die Vernunft. (1930)
- Goethe als Repräsentant des bürgerlichen Zeitalters (1932)
- Goethe und Tolstoi. Zum Problem der Humanität. (1932)
- Goethes Laufbahn als Schriftsteller (1933)
- Leiden und Größe Richard Wagners (1933)
  - Richard Wagner: ett tal (översättning Sven Stolpe) (Bonnier, 1933)
- Freud und die Zukunft (1936)
- Bruder Hitler (1938)
- Ein Briefwechsel (1937)
- Vom zukünftigen Sieg der Demokratie (1938)
- Schopenhauer (1938)
- Dieser Friede (1938)
- Achtung, Europa! (1938)
  - Europa, vakna!: uppsatser i tidens frågor (översättning Pehr Henrik Törngren) (Bonnier, 1938)
- Das Problem der Freiheit (1939)
  - Frihetens problem (översättning Pehr Henrik Törngren) (Bonnier, 1939)
- Deutsche Hörer (1942)
- Deutschland und die Deutschen (1947)
- Nietzsches Philosophie im Lichte unserer Erfahrung (1947)
- Goethe und die Demokratie (1949)
- Ansprache im Goethejahr 1949
- Michelangelo in seinen Dichtungen (1950)
- Der Künstler und die Gesellschaft (1953)
- Gerhart Hauptmann (1952)
- Versuch über Schiller (1955)
- Sjöresa med Don Quijote och andra essayer (översättning Margaretha Holmqvist) (Tiden, 1964) [Innehåll: Sjöresa med Don Quijote; Tanke och liv; Fantasi över Goethe]
- Wagner och vår tid: essäer – betraktelser – brev (Wagner und unsere Zeit) (översättning Kajsa Rootzén) (PAN/Norstedt, 1968)

### Självbiografiska texter (urval)
- Im Spiegel (1907)
- Okkulte Erlebnisse (1924)
  - Ockulta upplevelser (översättning Anna Lamberg Wåhlin) (Wahlström & Widstrand, 1924)
- Meine Arbeitsweise (1925)
- Pariser Rechenschaft (1926)
- Lübeck als geistige Lebensform (1926)
- Lebensabriß (1930)
- Ein Briefwechsel (1937)
- On Myself (1940)
- Die Entstehung des Doktor Faustus. Roman eines Romans (1949)
  - Roman om en roman: hur "Doktor Faustus" kom till (översättning Nils Holmberg) (Bonnier, 1949)
- Meine Zeit (1950)
- Lob der Vergänglichkeit (1952)

### Övrigt
- Gesang vom Kindchen (Sången om ett barn: en idyll, tolkning: Hans Levander, FIB:s lyrikklubb, 1971)
- Tagebücher 1933-1934 (Dagböcker 1933-34, översättning Gunilla Bergsten, Bromberg, 1980)
- Tagebücher 1935-36 (Dagböcker 1935-36, översättning Gunilla Bergsten, Bromberg, 1984)

I Tyskland har Thomas Mann huvudsakligen utkommit på S. Fischer Verlag. Hans svenska förlag har huvudsakligen varit Albert Bonniers Förlag.

## Filmatiseringar
- 1923: Die Buddenbrooks – Regi: Gerhard Lamprecht
- 1953: Königliche Hoheit – med Ruth Leuwerik och Dieter Borsche
- 1957: Felix Krull – Regi: Kurt Hoffmann (med Horst Buchholz som Felix Krull, Liselotte Pulver som Zaza och Ingrid Andree som Zouzou)
- 1959: Buddenbrooks – Regi: Alfred Weidenmann (med Hansjörg Felmy som Thomas Buddenbrook, Hanns Lothar som Christian Buddenbrook och Liselotte Pulver som Tony Buddenbrook)
- 1964: Tonio Kröger – Regi: Rolf Thiele (med Jean-Claude Brialy som Tonio Kröger)
- 1965: Wälsungenblut – Regi: Rolf Thiele (med Gerd Baltus och Rudolf Forster)
- 1971: Tod in Venedig – Regi: Luchino Visconti (med Dirk Bogarde som von Aschenbach)
- 1974: Lotte in Weimar – Regi: Egon Günther (med Lilli Palmer som Lotte)
- 1977: Unordnung und frühes Leid – Regi: Franz Seitz (med Martin Held och Ruth Leuwerik)
- 1979: Buddenbrooks – Regi: Franz Peter Wirth (tv-serie med Carl Raddatz, Martin Benrath und Ruth Leuwerik)
- 1982: Bekenntnisse des Hochstaplers Felix Krull (tv-serie med John Moulder-Brown som Felix Krull)
- 1982: Der Zauberberg – Regi: Hans W. Geißendörfer (med Christoph Eichhorn som Hans Castorp, Rod Steiger som Mynheer Peperkorn och Charles Aznavour som Naphta)
- 1983: Doktor Faustus – Regi: Franz Seitz (med Jon Finch)
- 1994: Mario und der Zauberer – Regi: Klaus Maria Brandauer (med Brandauer som Cipolla, Julian Sands och Rolf Hoppe)
- 2001: Die Manns – Ein Jahrhundertroman – Regi: Heinrich Breloer (med Armin Mueller-Stahl som Thomas Mann och Monika Bleibtreu som Katia Mann)
- 2008 – Buddenbrooks Regi: Heinrich Breloer, med Armin Mueller-Stahl (Konsul B.), Iris Berben (Konsulin), Jessica Schwarz (Tony) och August Diehl (Christian)

## Priser och utmärkelser
- 1929 – Nobelpriset i litteratur
- 1949 – Goethepriset
- Asteroiden 8382 Mann är uppkallad efter honom och Heinrich Mann.[55]